# Пирамида в Сейле
Пирамида в Сейле расположена на горе между Фаюмом и Нилом, примерно в 6 км к северу от железной дороги, соединяющей города Васта и Файюм. Была обнаружена в 1898 году Людвигом Борхардтом. А в 1987 году с восточной стороны пирамиды были найдены фрагменты жертвенника и две стелы, одна из которых содержала картуш фараона Снофру.
Архитектура этой пирамиды свидетельствует о том, что она предшествовала таким пирамидам Снофру, как пирамида в Мейдуме, Ломаная пирамида и Розовая пирамида. Её стороны почти точно направлены на 4 стороны света. Таким образом она стала первой успешной попыткой в строительстве пирамид.
Для строительства использовался местный известняк, песок и скрепляющие растворы.
Предполагается, что у пирамиды отсутствуют внутренние помещения.
- Длина стороны основания: ≈25 м.
- Высота (сегодня) : ≈6,80 м.
- Угол наклона : 76°
- Число ступеней : 4
- Ошибка ориентации сторон к сторонам света: ≈0,5° (северо-западная сторона имеет отклонение на ≈12°)

Подобные этой пирамиды были найдены в Южном Эдфу, Элефантине, Эль-Куле, Омбосе, Саужет Эль-Мейтине и Синки — все эти семь пирамид очень похожи: они удалены от крупных центров Египта, имеют ступенчатую форму и про них совершенно ничего неизвестно.

## Список плохо изученных пирамид
- Пирамида в Элефантине (Pyramide d'Éléphantine)
- Пирамида в Зауйет Эль-Мейтин (Pyramide de Zaouiet el-Meïtin)
- Пирамида в Синки (Pyramide de Sinki)
- Пирамида в Сейле (Pyramide de Seïlah)
- Пирамида в Нагада (Pyramide de Nagada или Pyramide von Ombos)
- Пирамида в Эдфу (Pyramide d’Edfou или Pyramide von Edfu-Süd)
- Пирамида в Аль-Кула (Pyramide d’Al-Koula)